# Liste der Einträge im National Register of Historic Places in St. Louis/M–Z

Lage von St. Louis in Missouri

Die  Liste der Einträge im National Register of Historic Places in St. Louis in Missouri führt alle 371 Bauwerke und historischen Stätten in der Stadt St. Louis auf, die in das National Register of Historic Places aufgenommen wurden.
Die Liste besteht aus zwei Teilen:
- Liste der Einträge im National Register of Historic Places in St. Louis/A–L
- Liste der Einträge im National Register of Historic Places in St. Louis/M–Z

| Lfd. Nr. | Name im NRHP                                                           | Bild | Datum der Eintragung | Adresse/Lage | NRHP-ID  | Beschreibung                                                                                           |
| -------- | ---------------------------------------------------------------------- | ---- | -------------------- | --- | -------- | --- |
| 192      | Majestic Hotel                                                         |      | 26. Jan. 1984        | 1017-23 Pine Street und 200-10 North 11th Street 38° 37′ 43″ N, 90° 11′ 45″ W                                                                             | 84002653 | |
| 193      | Majestic Manufacturing Company Buildings                               |      | 31. Dez. 1998        | 2014 Delmar Boulevard und 2011–2017 Lucas Avenue 38° 38′ 14″ N, 90° 12′ 28″ W                                                                             | 98001562 | |
| 194      | Horace Mann School                                                     |      | 2. Sep. 1992         | 4047 Juniata Street 38° 36′ 8″ N, 90° 15′ 16″ W | 92001095 | |
| 195      | Marine Villa Neighborhood Historic District                            |      | 18. Dez. 2009        | Abgegrenzt durch South Broadway, Chippewa Street Cahokia Street, Kosciusko Street und Winnebago Street 38° 35′ 12″ N, 90° 13′ 24″ W                       | 09001099 | |
| 196      | Marquette Hotel                                                        |      | 26. Sep. 1985        | 1734 Washington Avenue 38° 37′ 39″ N, 90° 12′ 14″ W | 85002557 | Abgerissen im Jahr 1988.                                                                               |
| 197      | Marshall School                                                        |      | 17. Sep. 1999        | 4342 Aldine Avenue 38° 39′ 31″ N, 90° 14′ 38″ W | 99001162 | |
| 198      | Marshall School Neighborhood in The Ville Historic District            |      | 17. Jan. 2012        | 4300 Avenue, Cote Brilliante Avenue, 1500 und 1700 Billups Avenue 38° 39′ 27″ N, 90° 14′ 36″ W                                                            | 11001022 | |
| 199      | Maryland Hotel                                                         |      | 16. Feb. 1996        | 205 North Ninth Street 38° 37′ 42″ N, 90° 11′ 37″ W | 96000044 | |
| 200      | May Company Department Store Building                                  |      | 23. Juni 1983        | 509-23 Washington Avenue 38° 37′ 50″ N, 90° 11′ 20″ W | 83001050 | |
| 201      | Mayfair Hotel                                                          |      | 17. Sep. 1979        | 806 St. Charles Avenue 38° 37′ 48″ N, 90° 11′ 31″ W | 79003638 | |
| 202      | William Cullen McBride Catholic High School                            |      | 29. Jan. 2008        | 1909–1915 North Kingshighway Boulevard 38° 39′ 57″ N, 90° 15′ 35″ W                                                                                       | 07001493 | |
| 203      | McKinley Fox District                                                  |      | 7. Sep. 1984         | Abgegrenzt durch 18th Street, Interstate 44, Jefferson Avenue and Gravois Avenue 38° 36′ 33″ N, 90° 13′ 6″ W                                              | 84002655 | |
| 204      | Measuregraph Company Building                                          |      | 14. Okt. 2005        | 4245 Forest Park Boulevard 38° 38′ 16″ N, 90° 15′ 1″ W | 05001163 | |
| 205      | Medart’s                                                               |      | 22. Apr. 2011        | 7036 Clayton Avenue 38° 37′ 59″ N, 90° 18′ 22″ W | 09000410 | |
| 206      | Melrose Apartments                                                     |      | 18. Apr. 2007        | 4065 W. Pine Boulevard 38° 38′ 26″ N, 90° 15′ 0″ W | 07000324 | |
| 207      | Midtown Historic District                                              |      | 7. Juli 1978         | Lindell and Grand Boulevards 38° 38′ 19″ N, 90° 14′ 9″ W                                                                                                  | 78003392 | |
| 208      | Eugene and Mary A. Miltenberger House                                  |      | 9. Mai 2002          | 3218 Osceola Street 38° 34′ 43″ N, 90° 14′ 28″ W | 02000471 | |
| 209      | Mississippi Valley Trust Company Building                              |      | 25. Mai 2001         | 401 Pine Street 38° 36′ 38″ N, 90° 11′ 21″ W | 01000544 | |
| 210      | Missouri Athletic Club                                                 |      | 16. Apr. 2007        | 405-409 Washington Avenue 38° 37′ 54″ N, 90° 11′ 14″ W | 07000325 | |
| 211      | Missouri Botanical Gardens                                             |      | 19. Nov. 1971        | 2345 Tower Grove Avenue 38° 36′ 45″ N, 90° 15′ 33″ W | 71001065 | |
| 212      | Missouri Electric Light and Power Co.                                  |      | 6. Sep. 2005         | 1906-32 Locust Street 38° 38′ 4″ N, 90° 12′ 28″ W | 05000996 | |
| 213      | Missouri Pacific Building                                              |      | 27. Nov. 2001        | 210 North 13th Street 38° 37′ 53″ N, 90° 11′ 56″ W | 02001441 | |
| 214      | Moloney Electric Company Building                                      |      | 28. März 2002        | 1141-1151 South 7th Street 38° 37′ 3″ N, 90° 11′ 47″ W | 02000270 | |
| 215      | Moon Brothers Carriage Company Building                                |      | 28. Sep. 2005        | 1706 Delmar Boulevard 38° 38′ 10″ N, 90° 12′ 11″ W | 05001094 | |
| 216      | More Automobile Company Building                                       |      | 3. Dez. 2008         | 2801 Locust Street 38° 38′ 6″ N, 90° 13′ 6″ W | 08001130 | |
| 217      | Mount Cabanne-Raymond Place Historic District                          |      | 13. Sep. 2002        | Abgegrenzt durch Kingshighway Boulevard, Page Boulevard, Union Boulevard und Delmar Boulevard 38° 39′ 23″ N, 90° 16′ 3″ W                                 | 02000984 | |
| 218      | Mount Pleasant School                                                  |      | 2. Mai 1985          | 4528 Nebraska Avenue 38° 33′ 19″ N, 90° 14′ 12″ W | 85000943 | |
| 219      | Mullanphy Historic District                                            |      | 14. Feb. 1983        | Abgegrenzt durch North 14th Street, Mullanphy Street, Howard Street, North 13th, Howard Street und Tyler Street 38° 38′ 36″ N, 90° 11′ 40″ W              | 83001051 | |
| 220      | Municipal Service Building                                             |      | 12. Jan. 2005        | Abgegrenzt durch Clark, Spruce, 11th ond Tucker Street 38° 37′ 35″ N, 90° 11′ 55″ W                                                                       | 04001474 | |
| 221      | Murphy-Blair District                                                  |      | 26. Jan. 1984        | Abgegrenzt durch Interstate 70, Florissant Avenue, Chambers Street und Branch Street 38° 39′ 1″ N, 90° 11′ 49″ W                                          | 84002658 | |
| 222      | National Candy Company Factory                                         |      | 5. Nov. 2009         | 4230 Gravois Avenue 38° 35′ 18″ N, 90° 15′ 30″ W | 09000889 | |
| 223      | Negro Masonic Hall                                                     |      | 15. Apr. 1993        | 3615-3619 Dr. Martin Luther King Boulevard 38° 38′ 49″ N, 90° 13′ 37″ W                                                                                   | 93000262 | |
| 224      | Neighborhood Gardens Apartments                                        |      | 31. Jan. 1986        | 1205 North Seventh Street 38° 38′ 12″ N, 90° 11′ 20″ W | 86000143 | |
| 225      | Nooter Corporation Building                                            |      | 16. Mai 2008         | 1400 South 3rd Street 38° 36′ 48″ N, 90° 11′ 39″ W | 08000404 | |
| 226      | North Broadway Wholesale and Warehouse District                        |      | 18. Juni 2010        | 1400-1600 und 1609-1629 North Broadway 38° 38′ 25″ N, 90° 11′ 9″ W                                                                                        | 10000352 | |
| 227      | North Riverfront Industrial Historic District                          |      | 1. Mai 2003          | Abgegrenzt durch O’Fallon Street, Lewis Street und Mississippi River 38° 38′ 18″ N, 90° 10′ 55″ W                                                         | 03000320 | |
| 228      | Oak Hill Historic District                                             |      | 10. Jan. 2011        | 3171-3179 Bent Ave 38° 36′ 6″ N, 90° 15′ 30″ W | 10001120 | |
| 229      | Oakherst Place Concrete Block District                                 |      | 5. Mai 1987          | Abgegrenzt durch Julian Avenue, Oakley Place, Plymouth Avenue und Oakherst Place 38° 40′ 1″ N, 90° 17′ 19″ W                                              | 87000642 | |
| 230      | Oakview Place Apartments                                               |      | 13. Juni 2008        | 1014-1038 Oakview Pl. 38° 37′ 49″ N, 90° 17′ 6″ W | 08000508 | |
| 231      | Oehler Brick Buildings                                                 |      | 1. Aug. 2008         | 3542-48 South Broadway 38° 35′ 24″ N, 90° 13′ 5″ W | 08000749 | |
| 232      | Old Laclede Gas and Light Company Building                             |      | 26. Nov. 1980        | 1017 Olive Street 38° 37′ 45″ N, 90° 11′ 43″ W | 80004392 | |
| 233      | Old Weber Implement and Automobile Company                             |      | 28. Feb. 2008        | 1900 Locust Street 38° 38′ 3″ N, 90° 12′ 26″ W | 08000093 | |
| 234      | Olive and Locust Historic Business District                            |      | 7. Nov. 2007         | Abgegrenzt durch North Jefferson Avenue, Olive Street, 21st Street und St. Charles Street 38° 38′ 0″ N, 90° 12′ 42″ W                                     | 07001158 | |
| 235      | Olive Street Terra Cotta District                                      |      | 2. Jan. 1986         | 600-622 Olive Street 38° 37′ 40″ N, 90° 11′ 27″ W | 86000006 | |
| 236      | Otzenberger House                                                      |      | 29. Mai 1980         | 7827 Reilly Street 38° 32′ 37″ N, 90° 15′ 27″ W | 80004515 | |
| 237      | Our Lady of Perpetual Help Parish Hall, School, Convent, and Rectory   |      | 5. Nov. 2009         | 5217 North 21st Street 38° 40′ 28″ N, 90° 12′ 49″ W | 09000890 | |
| 238      | Armando Pacini Restaurant                                              |      | 26. Juli 2005        | 8 South Sarah Street 38° 38′ 19″ N, 90° 14′ 48″ W | 04001162 | |
| 239      | Page Boulevard Police Station                                          |      | 11. Sep. 1980        | Page Boulevard Eceke Union Boulevard 38° 39′ 40″ N, 90° 16′ 17″ W                                                                                         | 80004504 | |
| 240      | Parkview Historic District                                             |      | 14. März 1986        | Abgegrenzt durch Delmar Avenue, Skinker Boulevard, Millbrook Boulevard und Mellville Avenue 38° 39′ 8″ N, 90° 18′ 11″ W                                   | 86000788 | |
| 241      | D. L. Parrish Laundry Company Building                                 |      | 28. Jan. 2004        | 3100-28 Olive Street 38° 38′ 14″ N, 90° 13′ 31″ W | 03001506 | |
| 242      | Peabody Coal Company National Headquarters                             |      | 3. Dez. 2008         | 301 N. Memorial Drive 38° 37′ 39″ N, 90° 11′ 12″ W | 08001131 | |
| 243      | Pendennis Club Apartment Building                                      |      | 16. Juli 2008        | 3737 Washington Avenue 38° 38′ 26″ N, 90° 14′ 2″ W | 08000665 | |
| 244      | Pet Plaza                                                              |      | 19. Okt. 2004        | 400 South 4th Street 38° 37′ 24″ N, 90° 11′ 22″ W | 04000749 | |
| 245      | Peters Shoe Company Building                                           |      | 26. Jan. 1984        | 1232-36 Washington Avenue 38° 37′ 56″ N, 90° 11′ 53″ W | 84002663 | |
| 246      | Pevely Dairy Company Buildings                                         |      | 19. Juli 2006        | 3301 and 3305 Park Avenue 38° 37′ 19″ N, 90° 13′ 59″ W | 06000628 | |
| 247      | Pevely Dairy Company Plant                                             |      | 18. Nov. 2009        | 1021 South Grand Boulevard 38° 37′ 31″ N, 90° 14′ 15″ W                                                                                                   | 09000937 | |
| 248      | Homer G. Phillips Hospital                                             |      | 23. Sep. 1982        | 2601 Whittier Street 38° 39′ 31″ N, 90° 14′ 7″ W | 82004738 | |
| 249      | Homer G. Phillips House                                                |      | 20. Feb. 2009        | 4524 Cottage Avenue 38° 39′ 46″ N, 90° 14′ 44″ W | 09000036 | |
| 250      | Phipps-Wallace Store Building                                          |      | 22. Nov. 2000        | 312-316 North Eighth Street 38° 37′ 50″ N, 90° 11′ 32″ W                                                                                                  | 00001398 | |
| 251      | Plaza Hotel Complex                                                    |      | 7. Mai 1985          | 3319 Olive Street 38° 38′ 11″ N, 90° 13′ 39″ W | 85001007 | |
| 252      | Plaza Square Apartments Historic District                              |      | 12. Juli 2007        | Abgegrenzt durch 15th Street, Olive Street, 17th Street und Chestnut Street 38° 37′ 48″ N, 90° 12′ 12″ W                                                  | 07000705 | |
| 253      | Polar Wave Ice and Fuel Company, Plant No. 6                           |      | 19. Juli 2006        | 502 LaSalle Street 38° 37′ 5″ N, 90° 11′ 39″ W | 06000629 | |
| 254      | Portland and Westmoreland Places                                       |      | 12. Feb. 1974        | Nordöstliche Eceke des Forest Park 38° 38′ 48″ N, 90° 16′ 10″ W                                                                                           | 74002276 | |
| 255      | Principia Page-Park YMCA Gymnasium                                     |      | 2. Sep. 1982         | 5569 Minerva Avenue 38° 39′ 46″ N, 90° 16′ 23″ W | 82004739 | |
| 256      | Pundt Brothers-Garavaglia Grocery Buildings                            |      | 31. März 2010        | 2857 Lafayette Avenue 38° 36′ 57″ N, 90° 13′ 39″ W | 10000117 | |
| 257      | Quinn Chapel AME Church                                                |      | 16. Okt. 1974        | 227 Bowen Street 38° 33′ 32″ N, 90° 14′ 51″ W | 74002277 | |
| 258      | Railway Exchange Building                                              |      | 11. Juni 2009        | 600 Locust Street 38° 37′ 43″ N, 90° 11′ 24″ W | 09000411 | |
| 259      | Ramsey Accessories Manufacturing Corporation                           |      | 16. Apr. 2008        | 3693 Forest Park Boulevard 38° 38′ 3″ N, 90° 14′ 15″ W | 07000813 | |
| 260      | Riggio Building                                                        |      | 14. Mai 2004         | 5145-5149 Shaw Avenue 38° 37′ 12″ N, 90° 16′ 19″ W | 04000428 | |
| 261      | Robert, Johnson and Rand-International Shoe Company Complex            |      | 23. Aug. 1984        | Mississippi Street Ecke Hickory Street 38° 37′ 10″ N, 90° 12′ 47″ W                                                                                       | 84002670 | |
| 262      | Roberts Chevrolet                                                      |      | 22. Juni 2007        | 5875-91 Delmar Boulevard 38° 39′ 17″ N, 90° 17′ 22″ W | 07000617 | |
| 263      | Rock Spring School                                                     |      | 2. Sep. 1992         | 3974 Sarpy Avenue 38° 37′ 50″ N, 90° 14′ 46″ W | 92001097 | |
| 264      | Royal Tire Service Inc. Building                                       |      | 22. Juni 2007        | 3229 Washington Avenue 38° 38′ 22″ N, 90° 13′ 33″ W | 07000616 | |
| 265      | S. Pfeiffer Manufacturing Company Headquarters                         |      | 30. Aug. 2010        | 3965 Laclede Avenue 38° 38′ 13″ N, 90° 14′ 39″ W | 10000598 | |
| 266      | St. Augustine`s Roman Catholic Church                                  |      | 2. Okt. 1986         | 3114 Lismore Street 38° 39′ 24″ N, 90° 12′ 41″ W | 86002819 | |
| 267      | St. Boniface Neighborhood Historic District                            |      | 9. Mai 2002          | Abgegrenzt durch Koeln Street, Tesson Street, Broadway und Alabama Avenue 38° 32′ 59″ N, 90° 15′ 41″ W                                                    | 01000948 | |
| 268      | St. Cecilia Historic District                                          |      | 8. Jan. 2009         | Abgegrenzt durch South Grand Boulevard, Delor Street, Virginia Avenue und Bates Street 38° 34′ 9″ N, 90° 14′ 58″ W                                        | 08001286 | |
| 269      | St. Francis de Sales Church                                            |      | 2. Nov. 1978         | 2653 Ohio Street 38° 36′ 15″ N, 90° 13′ 33″ W | 78003393 | |
| 270      | St. John Nepomuk Parish Historic District                              |      | 19. Juni 1972        | 11th und 12th Street zwischen Carroll Street und Lafayette Avenue 38° 36′ 45″ N, 90° 12′ 17″ W                                                            | 72001558 | |
| 271      | St. Joseph’s Roman Catholic Church                                     |      | 19. Mai 1978         | 1220 North 11th Street 38° 38′ 14″ N, 90° 11′ 33″ W | 78003396 | |
| 272      | St. Liborius Church and Buildings                                      |      | 11. Okt. 1979        | 1835 North 18th Street 38° 38′ 48″ N, 90° 11′ 59″ W | 79003637 | |
| 273      | St. Louis Air Force Station                                            |      | 17. Jan. 1975        | 2nd Street Ecke Arsenal Street 38° 35′ 6″ N, 90° 12′ 33″ W                                                                                                | 75002139 | |
| 274      | St. Louis Colored Orphans Home                                         |      | 17. Sep. 1999        | 2612 Annie Malone Drive 38° 39′ 40″ N, 90° 14′ 11″ W | 99001164 | |
| 275      | St. Louis News Company                                                 |      | 16. Sep. 2010        | 1008–1010 Locust Street 38° 37′ 47″ N, 90° 11′ 41″ W | 10000755 | |
| 276      | St. Louis Post-Dispatch Building                                       |      | 11. Feb. 2000        | 1139 Olive Street 38° 37′ 47″ N, 90° 11′ 49″ W | 00000015 | |
| 277      | St. Louis Post-Dispatch Printing Building                              |      | 29. Aug. 1984        | 1111 Olive Street 38° 37′ 47″ N, 90° 11′ 49″ W | 84002672 | |
| 278      | Saint Louis Provident Association Building                             |      | 20. Juni 2001        | 2221 Locust Street 38° 38′ 8″ N, 90° 12′ 41″ W | 01000652 | |
| 279      | St. Louis Stamping Company Buildings                                   |      | 10. Nov. 2009        | 101 Cass Avenue 38° 38′ 24″ N, 90° 11′ 3″ W | 09000902 | |
| 280      | St. Louis Theatre                                                      |      | 25. Mai 2001         | 718 North Grand Boulevard 38° 38′ 32″ N, 90° 13′ 49″ W | 01000545 | |
| 281      | Union Station (St. Louis)                                              |      | 15. Juni 1970        | 18th Street Ecke Market Street 38° 37′ 41″ N, 90° 12′ 29″ W                                                                                               | 70000888 | |
| 282      | St. Ferdinand Avenue in The Ville Historic District                    |      | 17. Jan. 2012        | 4200 West St. Ferdinand Avenue 38° 39′ 33″ N, 90° 14′ 21″ W                                                                                               | 11001023 | |
| 283      | St. Louis Place Historic District                                      |      | 31. Aug. 2011        | Abgegrenzt durch 21st, 22nd, 23rd, 25th, Benton, Montgomery und North Market Streets sowie Rauschenbach und St. Louis Avenues 38° 39′ 1″ N, 90° 12′ 12″ W | 11000617 | |
| 284      | St. Luke’s Plaza Apartments                                            |      | 1. Nov. 2007         | 5602 und 5629 Enright Avenue 38° 39′ 18″ N, 90° 16′ 58″ W                                                                                                 | 07001120 | |
| 285      | St. Mark the Evangelist Catholic Church, Convent and Academy           |      | 11. Okt. 2007        | 1313 Academy Avenue und 5100 Minerva Ave. 38° 39′ 46″ N, 90° 15′ 59″ W                                                                                    | 07001075 | |
| 286      | St. Mary of Victories Church                                           |      | 28. Aug. 1980        | 744 South 3rd Street 38° 37′ 2″ N, 90° 11′ 27″ W | 80004510 | |
| 287      | St. Mary’s Infirmary                                                   |      | 18. Apr. 2007        | 1536-48 Papin Street 38° 37′ 20″ N, 90° 12′ 24″ W | 07000322 | |
| 288      | Saint Matthew’s Parish Complex                                         |      | 6. Aug. 1986         | Sarah Street Ecke Kennerly Street 38° 39′ 32″ N, 90° 13′ 57″ W                                                                                            | 86002236 | |
| 289      | St. Stanislaus Kostka Church                                           |      | 10. Juli 1979        | 1413 N. 20th Street 38° 38′ 31″ N, 90° 12′ 20″ W | 79003635 | |
| 290      | Sanford Avenue Historic District                                       |      | 26. Jan. 2005        | 1000 Sanford Avenue 38° 37′ 50″ N, 90° 17′ 42″ W | 04001559 | |
| 291      | Sanitol Building                                                       |      | 21. Okt. 1985        | 4252-4264 Laclede Avenue 38° 38′ 16″ N, 90° 15′ 4″ W | 85003362 | |
| 292      | Schlichtig House                                                       |      | 29. Mai 1980         | 8402 Vulcan Street 38° 32′ 25″ N, 90° 15′ 44″ W | 80004516 | |
| 293      | Anton Schmitt House                                                    |      | 27. Jan. 1999        | 7727 South Broadway 38° 32′ 47″ N, 90° 15′ 33″ W | 98001600 | |
| 294      | Schollmeyer Building                                                   |      | 28. Sep. 1984        | 1976–1982 Arsenal Street 38° 35′ 52″ N, 90° 13′ 13″ W | 84002683 | |
| 295      | Scruggs-Vandervoort-Barney Warehouse                                   |      | 21. Feb. 1985        | 917 Locust Street 38° 37′ 47″ N, 90° 11′ 39″ W | 85000320 | |
| 296      | Second Presbyterian Church                                             |      | 11. Sep. 1975        | 4501 Westminster Pl. 38° 38′ 51″ N, 90° 15′ 20″ W | 75002140 | |
| 297      | Security Building                                                      |      | 10. Feb. 2000        | 319 North Fourth Street 38° 37′ 47″ N, 90° 11′ 16″ W | 00000083 | |
| 298      | Ben J. Selkirk and Sons Building                                       |      | 15. Nov. 2005        | 4160-4166 Olive Street 38° 38′ 45″ N, 90° 14′ 47″ W | 05001280 | |
| 299      | Seven-Up Company Headquarters                                          |      | 24. Feb. 2004        | 1300-16 Convention Plaza 38° 38′ 6″ N, 90° 11′ 49″ W | 04000089 | |
| 300      | Seventh District Police Station                                        |      | 22. März 1984        | 2800 S. Grand Avenue 38° 36′ 21″ N, 90° 14′ 29″ W | 84002685 | |
| 301      | Martin Shaughnessy Building                                            |      | 15. Sep. 2005        | 3928 Delor Street 38° 38′ 11″ N, 90° 12′ 38″ W | 05001035 | |
| 302      | Shaw Avenue Place                                                      |      | 12. Apr. 1982        | Abgegrenzt durch De Tanty Street, South Spring Avenue, Shaw Avenue und South Grand Avenue 38° 36′ 57″ N, 90° 14′ 30″ W                                    | 82004741 | |
| 303      | Shelley House                                                          |      | 18. Apr. 1988        | 4600 Labadie Avenue 38° 40′ 0″ N, 90° 14′ 38″ W | 88000437 | |
| 304      | Silk Exchange Building                                                 |      | 2. Sep. 1982         | 501-511 North Tucker Boulevard 38° 37′ 53″ N, 90° 11′ 49″ W                                                                                               | 82004742 | |
| 305      | Simmons Colored School                                                 |      | 17. Sep. 1999        | 4306-4318 St. Louis Avenue 38° 39′ 54″ N, 90° 14′ 15″ W                                                                                                   | 99001163 | |
| 306      | Sligo Iron Store Co. Buildings                                         |      | 21. Apr. 2010        | 1301 North Sixth Street 38° 36′ 16″ N, 90° 11′ 15″ W | 10000205 | |
| 307      | Smith Academy and Manual Training School                               |      | 28. Apr. 2003        | 5351 Enright Avenue 38° 39′ 20″ N, 90° 16′ 31″ W | 03000296 | |
| 308      | Soulard Neighborhood Historic District                                 |      | 26. Dez. 1972        | Abgegrenzt durch Soulard und 7th Boulevard sowie Lynch Street und 12th Street 38° 36′ 20″ N, 90° 12′ 27″ W                                                | 72001559 | |
| 309      | Soulard-Page District                                                  |      | 19. Aug. 1983        | Abgegrenzt durch Soulard, 8th, 12th und LaSalle Street 38° 36′ 49″ N, 90° 12′ 2″ W                                                                        | 83004515 | |
| 310      | South Fourth Street Commercial District                                |      | 12. Apr. 2006        | 740-908 South Fourth Street, 319 Gratiot Street und 317-321 Lombard Street 38° 37′ 11″ N, 90° 11′ 31″ W                                                   | 06000245 | |
| 311      | South Side National Bank                                               |      | 3. Jan. 2003         | 3606 Gravois Avenue 38° 35′ 31″ N, 90° 14′ 38″ W | 00001010 | |
| 312      | Speck District                                                         |      | 15. Aug. 1983        | Abgegrenzt von South 11th Street, Park Street, Rutger Street und South 12th Street 38° 36′ 53″ N, 90° 12′ 11″ W                                           | 83004516 | |
| 313      | Spool Cotton Co. Building                                              |      | 4. Aug. 2004         | 1113-15 Locust Street 38° 37′ 56″ N, 90° 11′ 46″ W | 04000786 | |
| 314      | Standard Adding Machine Company                                        |      | 25. Nov. 2005        | 3701 Forest Park Boulevard 38° 38′ 9″ N, 90° 14′ 17″ W | 05001328 | |
| 315      | Steelcote Manufacturing Company Paint Factory                          |      | 27. Juni 2007        | 801 Edwin Street 38° 37′ 43″ N, 90° 14′ 2″ W | 07000620 | |
| 316      | Steins Street District                                                 |      | 29. Mai 1980         | Steins Street 38° 32′ 31″ N, 90° 15′ 17″ W | 80004514 | |
| 317      | Jacob Steins House                                                     |      | 29. Mai 1980         | 7600 Reilly Street 38° 32′ 43″ N, 90° 15′ 17″ W | 80004517 | |
| 318      | William A. Stickney Cigar Company Building                             |      | 20. Aug. 2009        | 209 North 4th Street 38° 37′ 37″ N, 90° 11′ 17″ W | 09000627 | |
| 319      | Stix, Baer and Fuller Dry Goods Company’s "Grand Leader" Relay Station |      | 17. Juli 2002        | 3712-3748 Laclede Avenue und 3717 Forest Park Boulevard 38° 38′ 11″ N, 90° 14′ 19″ W                                                                      | 02000805 | |
| 320      | Robert Henry Stockton House                                            |      | 10. Aug. 1988        | 3508 Samuel Shepard Drive 38° 38′ 20″ N, 90° 13′ 47″ W | 88001177 | |
| 321      | Stone Houses                                                           |      | 27. März 1980        | 200-204 Stein Street 38° 32′ 53″ N, 90° 15′ 32″ W | 80004511 | |
| 322      | Stork Inn                                                              |      | 5. Mai 2000          | 4527 Virginia Avenue, 3301 Taft Avenue und 4526 Idaho Avenue 38° 34′ 29″ N, 90° 14′ 34″ W                                                                 | 00000440 | |
| 323      | Stowe Teachers College                                                 |      | 17. Sep. 1999        | 2615 Billups Avenue 38° 39′ 45″ N, 90° 14′ 24″ W | 99001161 | |
| 324      | Strassberger’s Conservatory                                            |      | 27. März 1980        | 2302-2306 South Grand Street 38° 36′ 35″ N, 90° 14′ 25″ W                                                                                                 | 80004512 | |
| 325      | Sugarloaf Mound                                                        |      | 17. Feb. 1984        | 4420 Ohio Street 38° 34′ 30″ N, 90° 13′ 52″ W | 84002689 | |
| 326      | Charles Sumner High School                                             |      | 19. Apr. 1988        | 4248 West Cottage Avenue 38° 39′ 34″ N, 90° 14′ 21″ W | 88000469 | |
| 327      | Tandy Community Center                                                 |      | 17. Sep. 1999        | 4206 West Kennerly Ave. 38° 39′ 42″ N, 90° 14′ 13″ W | 99001160 | |
| 328      | Taylor-Olive Building                                                  |      | 12. Dez. 2002        | 4505 Olive Street 38° 38′ 53″ N, 90° 15′ 17″ W | 02001494 | |
| 329      | Thiebe-Stierlin Music Company Building                                 |      | 28. Jan. 2004        | 1006 Olive Street 38° 37′ 51″ N, 90° 11′ 43″ W | 03001507 | |
| 330      | Tiffany Neighborhood District                                          |      | 10. Feb. 1983        | Abgegrenzt durch 39th Street, Lafayette Avenue, Vandeventer Avenue und Folsom Avenue 38° 37′ 7″ N, 90° 14′ 31″ W                                          | 83001052 | Die heutigen Grenzen des Distrikts wurden 2009 nach einer Reihe von Änderungen festgelegt              |
| 331      | Tower Grove Heights Historic District                                  |      | 6. Sep. 2001         | Abgegrenzt durch Arsenal Street, Grant Avenue, McDonald Avenue und Gustine Avenue 38° 36′ 1″ N, 90° 14′ 46″ W                                             | 01000947 | Erweiterung im Jahr 2004                                                                               |
| 332      | Tower Grove Park                                                       |      | 17. März 1972        | Abgegrenzt durch Magnolia Avenue, Grand Boulevard, Arsenal Street und Kings Highway Boulevard 38° 36′ 22″ N, 90° 15′ 16″ W                                | 72001556 | |
| 333      | George F., Jr. and Carrie Tower House                                  |      | 15. Sep. 2005        | 1520 S. Grand Avenue 38° 37′ 18″ N, 90° 14′ 17″ W | 05001034 | |
| 334      | Charles Turner Open Air School                                         |      | 17. Sep. 1999        | 4235 W. Kennerly Avenue 38° 39′ 47″ N, 90° 14′ 19″ W | 99001165 | |
| 335      | Mark Twain Elementary School                                           |      | 14. Juli 2011        | 5316 Ruskin Avenue 38° 41′ 26″ N, 90° 14′ 33″ W | 11000445 | |
| 336      | U.S. Customhouse and Post Office                                       |      | 22. Nov. 1968        | 8th Street Ecke Olive Street 38° 37′ 44″ N, 90° 11′ 34″ W                                                                                                 | 68000053 | |
| 337      | Union Depot Railroad Co. Building                                      |      | 26. Jan. 2006        | 2727 South Jefferson Avenue 38° 36′ 19″ N, 90° 13′ 25″ W                                                                                                  | 05001549 | |
| 338      | Union Market                                                           |      | 16. Jan. 1984        | Broadway Ecke Lucas Avenue 38° 37′ 52″ N, 90° 11′ 18″ W                                                                                                   | 84002692 | |
| 339      | Union Station Post Office Annex                                        |      | 26. Sep. 1985        | 329 S. 18th Street 38° 37′ 34″ N, 90° 12′ 29″ W | 85002488 | |
| 340      | Union Trust Company Building                                           |      | 17. Juni 1982        | 705 Olive Street 38° 37′ 42″ N, 90° 11′ 30″ W | 82004743 | |
| 341      | United Shoe Machinery Building                                         |      | 27. Juni 2007        | 2200-2208 Washington Avenue 38° 38′ 9″ N, 90° 12′ 37″ W                                                                                                   | 07000619 | |
| 342      | Vashon Community Center                                                |      | 11. Aug. 2005        | 3145 Market Street 38° 37′ 59″ N, 90° 13′ 36″ W | 05000882 | |
| 343      | Vesper-Buick Auto Company Building                                     |      | 2. Okt. 1986         | 3900-3912 West Pine Boulevard 38° 38′ 13″ N, 90° 14′ 30″ W                                                                                                | 86002814 | |
| 344      | Wachter Motor Car Company Building                                     |      | 24. Mai 2007         | 2600-2614 Nebraska Avenue 38° 36′ 30″ N, 90° 13′ 45″ W | 07000463 | |
| 345      | Wagoner Place Historic District                                        |      | 19. Dez. 2007        | Abgegrenzt durch Dick Gregory Place, Marcus Avenue, Dr. Marthin Luther King Drive und North Market Street 38° 39′ 42″ N, 90° 15′ 7″ W                     | 07001292 | |
| 346      | Wainwright Building                                                    |      | 23. Mai 1968         | 709 Chestnut Street 38° 37′ 36″ N, 90° 11′ 31″ W | 68000054 | Einer der ersten Wolkenkratzer, errichtet 1890/91 von den Architekten Dankmar Adler und Louis Sullivan |
| 347      | Wainwright Tomb                                                        |      | 15. Juni 1970        | Bellefontaine Cemetery, 4947 W. Florissant Avenue 38° 41′ 20″ N, 90° 13′ 28″ W                                                                            | 70000907 | |
| 348      | Washington Avenue Historic District                                    |      | 12. Feb. 1987        | Abgegrenzt durch Delmar, Tucker, St. Charles, North Fifteenth, Olive, North Eighteenth, Washington Avenue und Lucas Street 38° 37′ 56″ N, 90° 12′ 10″ W   | 86003733 | |
| 349      | Washington Avenue: East of Tucker District                             |      | 24. März 1987        | Abgegrenzt durch Lucas, North Ninth, St. Charles, Locust und Tucker Boulevard 38° 37′ 52″ N, 90° 11′ 41″ W                                                | 87000458 | |
| 350      | Washington Metropolitan African Methodist Episcopal Zion Church        |      | 29. Dez. 2005        | 613 North Garrison Avenue 38° 38′ 21″ N, 90° 13′ 17″ W | 05001095 | |
| 351      | Washington University Hilltop Campus Historic District                 |      | 12. Jan. 1979        | Abgegrenzt durch Big Bend, Forsyth, Skinker und Millbrook Boulevards 38° 38′ 54″ N, 90° 18′ 35″ W                                                         | 79003636 | |
| 352      | Waterman Place-Kingsbury Place-Washington Terrace Historic District    |      | 12. Juni 2007        | Abgegrenzt durch Union Boulevard, Waterman Boulevard, Clare Avenue und Delmar Boulevard 38° 38′ 56″ N, 90° 16′ 34″ W                                      | 07000549 | |
| 353      | Weber Implement and Automobile Company Building                        |      | 21. Apr. 2004        | 1815 Locust Street 38° 38′ 4″ N, 90° 12′ 22″ W | 04000343 | |
| 354      | John Weisert Tobacco Company                                           |      | 16. Juni 2004        | 1120 South Sixth Street 38° 37′ 4″ N, 90° 11′ 41″ W | 04000602 | |
| 355      | Wellston J.C. Penney Building                                          |      | 5. Feb. 2009         | 5930 Dr. Martin Luther King Drive 38° 40′ 27″ N, 90° 17′ 0″ W                                                                                             | 08001410 | |
| 356      | Wellston Loop Commercial Historic District                             |      | 9. Sep. 2010         | Abgegrenzt durch die Clara Avenue, die Straßen beiderseits des Martin Luther King Drive und die Stadtgrenze 38° 40′ 21″ N, 90° 16′ 49″ W                  | 09001266 | |
| 357      | Wellston Station                                                       |      | 2. Mai 2007          | 6111 Dr. Martin Luther King Drive 38° 40′ 31″ N, 90° 17′ 0″ W                                                                                             | 07000377 | |
| 358      | West Cabanne Place Historic District                                   |      | 21. Nov. 1980        | Central Avenue Ecke Main Street 38° 39′ 31″ N, 90° 17′ 34″ W                                                                                              | 80004393 | |
| 359      | West Locust and Olive Street Commercial and Industrial District        |      | 6. Sep. 2006         | Abgegrenzt durch Theresa Street, Olive Street, Locust Street und Leonard Street 38° 38′ 20″ N, 90° 13′ 44″ W                                              | 06000787 | |
| 360      | West Pine-Laclede Historic District                                    |      | 9. Mai 2002          | Abgegrenzt durch Euclid Street, Lindell Street, Sarah Street und Forest Park Parkway 38° 38′ 23″ N, 90° 15′ 11″ W                                         | 02000466 | |
| 361      | Western Electric-Southwestern Bell Telephone Distribution House        |      | 14. Juli 2011        | 4250 Duncan Street 38° 38′ 6″ N, 90° 15′ 6″ W | 11000446 | |
| 362      | Zebediah F. Mary H. Wetzell House                                      |      | 1. Aug. 2008         | 3741 Washington Avenue 38° 38′ 26″ N, 90° 14′ 2″ W | 08000739 | |
| 363      | Willys-Overland Building                                               |      | 30. Dez. 1999        | 2300 Locust Street 38° 38′ 8″ N, 90° 12′ 44″ W | 99001617 | |
| 364      | Wiltshire and Versailles Historic Buildings                            |      | 29. Sep. 1982        | 724 und 709 Skinker Boulevard 38° 38′ 13″ N, 90° 18′ 15″ W                                                                                                | 82004744 | |
| 365      | Winkelmeyer Building                                                   |      | 11. Juli 1985        | 11th Street Ecke Walnut Street 38° 37′ 33″ N, 90° 11′ 52″ W                                                                                               | 85001500 | |
| 366      | Henry L. Wolfner Memorial Library for the Blind                        |      | 30. Juni 2005        | 3842-44 Olive Street 38° 38′ 33″ N, 90° 14′ 19″ W | 05000631 | |
| 367      | Wrought Iron Range Company Building                                    |      | 28. Juli 2004        | 1901-37 Washington Avenue 38° 38′ 9″ N, 90° 12′ 25″ W | 04000746 | |
| 368      | Wydown-Forsyth District                                                |      | 23. Mai 1988         | Abgegrenzt durch Forsyth Street, Skinker Boulevard, Fauquier Street, Wydown Terrace Drive und University Lane 38° 38′ 38″ N, 90° 18′ 25″ W                | 88000628 | |
| 369      | Edward Wyman School                                                    |      | 2. Sep. 1992         | 1547 South Teresa 38° 37′ 8″ N, 90° 14′ 12″ W | 92001096 | |
| 370      | YWCA, Phillis Wheatley Branch                                          |      | 24. Juli 1984        | 2709 Locust Street 38° 38′ 4″ N, 90° 12′ 59″ W | 84002694 | |
| 371      | Zeiss Houses                                                           |      | 29. Mai 1980         | 7707-7713 Vulcan Street 38° 32′ 43″ N, 90° 15′ 26″ W | 80004518 | |